# Junoszyno
Junoszyno is een plaats in het Poolse district  Nowodworski (Pommeren), woiwodschap Pommeren. De plaats maakt deel uit van de gemeente Stegna en telt 310 inwoners.